# Adena Friedman
Adena Friedman (nata Adena Robinson Testa; Baltimora, 1969) è una dirigente d'azienda statunitense, dal gennaio 2017 CEO del NASDAQ. È la prima donna ad occupare questo incarico. Forbes l'ha ripetutamente elencata tra le donne più potenti del mondo nella sua lista annuale di "Power Women"..

## Biografia
Nata Adena Robinson Testa e cresciuta nell'area metropolitana di Baltimora, è figlia di Michael D. Testa, amministratore delegato di T. Rowe Price, e Adena W. Testa, avvocato dello studio legale Stewart, Plant & Blumenthal di Baltimora. Ha frequentato la Roland Park Country School e ha conseguito una laurea in scienze politiche presso il Williams College e un MBA presso la Owen Graduate School of Management della Vanderbilt University.
Dopo la laurea, Friedman è entrata a far parte del Nasdaq nel 1993. Ricoprendo, tra gli altri, il ruolo di responsabile dei prodotti di dati e direttore finanziario. Ha lasciato il Nasdaq nel 2011 per entrare a far parte della società di investimenti privati Carlyle Group come Chief Financial Officer e Managing Director, posizione che ha ricoperto fino al 2014.
Friedman è quindi tornata al Nasdaq come presidente e direttore operativo. È diventata CEO nel gennaio 2017, in sostituzione di Robert Greifeld.
Secondo la lista "Forbes Power Women", Friedman considera il Nasdaq come un "motore del capitalismo" e ha sostenuto di "riportare le aziende sul mercato pubblico e rendere gli investimenti accessibili". In qualità di CEO, è "concentrata sulla diversificazione del Nasdaq in una società tecnologica con un focus sulle opportunità di crescita, come i servizi di ricerca dati".
Nell'aprile 2019, Friedman ha tenuto un dibattito su TED dal titolo "Qual è il futuro del capitalismo?". Ha anche scritto sulla rivista The Economist "The World in 2020" con un articolo intitolato "Ideas for modernizing capitalism".
Durante la crisi del COVID-19 del 2020, Friedman è apparsa nell'articolo del The New York Times Corner Office "Logged On From the Laundry Room: How the CEOs of Google, Pfizer and Slack Work From Home", condividendo le prospettive dei CEO dell'azienda che lavorano da casa a causa alla pandemia. Ha condiviso la decisione di dividere il personale chiave dello scambio tra due squadre per garantire la continuità del lavoro e ha descritto la sua routine lavorativa da casa durante la crisi. La storia includeva, tra gli altri, il CEO di Alphabet, Sundar Pichai, e il CEO di Salesforce, Marc Benioff.

## Altri incarichi
Friedman è direttore di Classe B presso la Federal Reserve Bank di New York dal dicembre 2018, l'unico CEO di una Borsa ad avere mai ricoperto l'incarico. È inoltre nel consiglio di FCLTGlobal, un'organizzazione senza scopo di lucro che ricerca strumenti che incoraggiano gli investimenti a lungo termine.

## Vita privata
Nel 1993, ha sposato Michael Cameron Friedman in una cerimonia presbiteriana ad Hanover, nel New Hampshire. La coppia ha due figli. Lei è cintura nera in taekwondo.